# NGC 4324
NGC 4324 (другие обозначения — UGC 7451, MCG 1-32-32, ZWG 42.63, VCC 613, IRAS12205+0531, PGC 40179) — галактика в созвездии Дева.
Этот объект входит в число перечисленных в оригинальной редакции «Нового общего каталога».
Во внутреннем кольце галактики имеются небольшие молодые сгустки звёздообразования.